# Burg (Argovie)
Pour les articles homonymes, voir Burg.
Burg est une ancienne commune et une localité de la commune de Menziken, située dans le district argovien de Klum, en Suisse.
Depuis le 1er janvier 2023, la commune de Burg a été intégrée à celle de Menziken.

Photo aérienne prise par Walter Mittelholzer (1934).